# Bilga togoana
Bilga togoana är en skalbaggsart som beskrevs av Brenske 1901. Bilga togoana ingår i släktet Bilga och familjen Melolonthidae. Inga underarter finns listade.